# Синюков Микола Степанович
Мико́ла Степа́нович Синюко́в (4 липня 1925, Пенза — 4 квітня 1992, Одеса) — радянський та український математик, фахівець у галузі диференціальної геометрії. Доктор фізико-математичних наук (1971), професор. Завідувач кафедри геометрії та топології Одеського державного університету імені І. І. Мечникова. Засновник одеської наукової школи з теорії дифеоморфізмів узагальнених просторів.

## Біографія
Народився 4 липня 1925 року в місті Пенза в робітничій родині. У 1941 році, після закінчення 8-го класу, залишив школу та пішов працювати до взуттєвої майстерні, що виконувала замовлення для армії. За роботу в роки війни був нагороджений медаллю «За доблесну працю у Великій Вітчизняній війні».
З 1943 року навчався в заочній, а потім у вечірній школі. У 1945 році, закінчивши з відзнакою вечірню школу та перший курс машинобудівного технікуму, вступив на механіко-математичний факультет Московського державного університету імені М. В. Ломоносова. Однак через скрутне матеріальне становище змушений був перевестися на фізико-математичний факультет Пензенського державного педагогічного інституту, який закінчив з відзнакою у 1949 році.
Після закінчення інституту працював асистентом на кафедрі вищої математики. У 1952 році вступив до аспірантури при Московському університеті, де його науковими керівниками були П. К. Рашевський та М. М. Яненко. 4 листопада 1955 року захистив кандидатську дисертацію на тему «Про геодезичне відображення ріманових просторів».
З листопада 1955 року і до кінця життя працював в Одеському державному університеті імені І. І. Мечникова. У 1963 році очолив створену ним кафедру геометрії та топології. У вересні 1971 року в Київському університеті захистив докторську дисертацію на тему «Теорія геодезичного відображення ріманових просторів та її узагальнення».
Помер 4 квітня 1992 року в Одесі після важкої нетривалої хвороби.

## Наукова діяльність
Основні наукові інтереси Миколи Синюкова були зосереджені навколо теорії геодезичних відображень ріманових просторів. Він отримав нову форму основних рівнянь цієї теорії, що дозволило досягти значного прогресу в напрямку, який не розвивався з часів класичних робіт Т. Леві-Чівіти, Т. Томаса та Г. Вейля.
Синюков ввів поняття напівсиметричного ріманового простору та ступеня рухливості ріманового простору відносно геодезичних відображень, виявивши лакунарність у їхньому розподілі. Також він узагальнив поняття геодезичної лінії, ввівши поняття майже геодезичної лінії та майже геодезичного відображення афіннозв'язних просторів. Результати його досліджень знайшли відображення в монографії «Геодезичні відображення ріманових просторів» (Москва, 1979).
Під його керівництвом в Одеському державному університеті сформувалася наукова школа, що розробляє теорію дифеоморфізмів узагальнених просторів, яка здобула світове визнання. Він підготував 14 кандидатів наук (за іншими даними — понад 20).
Наукова спадщина вченого налічує 69 опублікованих робіт.

## Педагогічна та організаційна діяльність
В Одеському університеті Микола Синюков читав усі основні геометричні курси та низку спеціальних курсів. Був співавтором навчальних посібників «Топологія» (1984) та «Голоморфно-проєктивні відображення келерових просторів» (1985).
У 1973—1975 роках був деканом механіко-математичного факультету Одеського університету. Протягом 12 років очолював спеціалізовану раду із захисту кандидатських дисертацій. Брав активну участь в організації всесоюзних геометричних конференцій, зокрема був головою оргкомітету VIII Всесоюзної геометричної конференції, що проходила в Одесі у 1984 році. Був членом редколегій низки математичних журналів та збірників.

## Основні праці
- Синюков Н. С. Геодезические отображения римановых пространств. — М.: Наука, 1979.
- Синюков Н. С., Матвеенко Г. И. Топология. — Киев: Вища школа, 1984.
- Синюков Н. С., Курбатова И. Н., Микеш Й. Голоморфно-проективные отображения кэлеровых пространств. — Одесса, 1985.